# Neat Stuff
Neat Stuff és una sèrie de còmics alternatius creada per Peter Bagge i publicada per Fantagraphics. Es va publicar entre 1985 i 1989 en quinze números. Cadascun pren la forma d'una sèrie d'històries breus amb diferents conjunts de personatges, tot i que alguns números inclouen històries de llarga durada relacionades amb només un conjunt de personatges. La sèrie va ser la primera antologia de còmics de Bagge, i l'obra que el va assentar com un referent del còmic underground. Descrita per Dez Skinn a Comix: The Underground Revolution com l'obra que "va llançar Peter Bagge a la llum del protagonisme", Bagge va deixar de publicar la sèrie per tal de centrar-se en la família Bradley a Hate.
El contingut de Neat Stuff es va recollir en quatre llibres: The Bradleys, Studs Kirby, Junior and Other Losers i Stupid Comics.
Fantagraphics va reimprimir els quinze números el 2016 en una col·lecció de dos volums de tapa dura.

## Personatges
- Girly Girl: una jove esvalotadora somrient, lasciva i esgarrifosa que fa humor amb animals morts, nafres supurants i psicòlegs infantils assaltats amb bats de beisbol.
- Chuckie-boy: germà o millor amic de Girly Girl (els seus respectius papers mai estan definits) i principal víctima de la xica.
- Studs Kirby: un presentador de ràdio reaccionari que viu en el passat (les seues cantants preferides són Brenda Lee i Doris Day), s'emborratxa molt, doblega les orelles dels seus amics amb les seues opinions mal informades i prejudiciades i comença una escalada campanya d'odi contra el seu antic heroi, el company de tertúlia Mel Pratt, que es converteix en una guerra total de l'ego.[3]
- Junior: un asocial amb un horrible vestit de quadres que encara viu amb la seva mare adorable i sembla aterrit pel món exterior.[3]
- The Goon On The Moon: com el seu nom indica, un perdedor sense amics que viu a la lluna.
- Chet i Bunny Leeway: una parella jove que sembla cada cop més insatisfeta amb les seues tedioses vides i aïllada del món que els envolta.[3]
- Els Bradley : una paròdia de telenovel·la amb una família disfuncional, aparentment basada en la pròpia família de Bagge.[1][3] L'autor continuaria amb els personatges i la història en la seua sèrie posterior Hate.[4] Després de la popularitat de la sèrie, les històries dels Bradleys de Neat Stuff es recollirien i reimprimiren en una mini-sèrie titulada The Bradleys.
- Zoove Groover una nova estrella del pop fabricada i exagerada